# Penelopides samarensis
El Samar hornbill (Penelopides samarensis) es una especie de ave en la familia Bucerotidae.

## Distribución y hábitat
Se lo encuentra en los bosques de las islas Sámar, Calicoan, Leyte y Bohol en la zona centro-este de Filipinas. Tal como sucede con todos los penelopidess  de Filipinas, ha sido considerado una subespecie del  P. panini. Alternativamente, a veces es considerado una subespecie de P. affinis.
El Parque de Aves de Walsrode es el único sitio en el que el ave puede ser observado en cautividad fuera de Filipinas.  Solo poseen un macho.  En el pasado el zoológico de San Diego crio estas aves, pero han discontinuado este programa.